# Melipilla (tỉnh)
Tỉnh Melipilla là một tỉnh trong vùng đô thị Santiago, Chile. Tỉnh này có diện tích 4065 ki-lô-mét vuông, dân số theo điều tra năm 2002 là 141.165 người. Tỉnh lỵ là Melipilla.

## Các đô thị
Tỉnh Melipilla được chia thành 5 đô thị:
- Curacaví
- María Pinto
- Melipilla
- San Pedro
- Alhué